# Referendo sobre a independência da Nova Caledônia em 1987
Em 13 de setembro de 1987, foi realizado um referendo sobre a independência da Nova Caledônia. Os eleitores tiveram a opção de permanecer parte da França ou se tornar um país independente. Apenas 1,7% votaram a favor da independência.

## Antecedentes
Por uma votação de 325 a 249, o Parlamento francês aprovou uma lei em 15 de abril de 1984 para a realização de um referendo sobre a independência da Nova Caledônia. Movimentos de independência, incluindo os canacos e a Frente Nacional de Libertação Socialista boicotaram o referendo.

## Pergunta
A pergunta para o referendo foi:
Voulez-vous que la Nouvelle-Calédonie accède à l'indépendance ou demeure au sein de la République française ?

1. Je veux que la Nouvelle-Calédonie accède à l'indépendance.

2. Je veux que la Nouvelle-Calédonie demeure au sein de la République française.
Traduzindo para o português:
"Você quer que a Nova Caledônia se torne independente ou permaneça na República Francesa?"
"1. Eu quero que a Nova Caledônia ganhe independência."
"2. Eu quero que a Nova Caledônia permaneça na República Francesa."

## Resultados
| Escolha                            | Votos  | %     |
| ---------------------------------- | ------ | ----- |
| França                             | 48 611 | 98,30 |
| Independência                      | 842    | 1,70  |
| Votos inválidos/branco             | 797    | –     |
| Total                              | 50 250 | 100   |
| Eleitores registrados/participação | 85 022 | 59,10 |
| Fonte: Direct Democracy            |        |       |